# Luc Michoud
Pour les articles homonymes, voir Michoud.
Luc Michoud, né le 6 octobre 1752 à Brangues (Isère), mort le 4 mai 1825 à Brangues, est un homme politique français.

## Biographie
Négociant dans sa ville natale et attaché aux idées libérales, Luc Michoud participa le 21 juillet 1788 à l'Assemblée de Vizille, prélude de la Révolution française. Il fut élu député de Brangues aux deux assemblées de Romans (10-28 septembre 1788 et 2-8 novembre 1788) ainsi qu'aux États du Dauphiné (1er décembre 1788 - 16 janvier 1789). 
Il rédige en 1789 le Journal de la défense de Brangues, chronique manuscrite des évènements de la Grande Peur dans la région. Il collecte les informations sur les "bandes de brigands", et s'efforce d'en débrouiller les contradictions, organisant la défense et incitant à la vigilance et au calme. 
Élu maire de Brangues en 1790, il devient administrateur du département de l'Isère durant la Révolution. Élu, le 1er septembre 1791, député de l'Isère à l'Assemblée législative, il prête serment le 4 octobre. Le 27 octobre, il est élu suppléant au comité du Commerce. Membre du Club des feuillants, il intervient peu dans les débats et siège avec les modérés. À la suite de l'affaire de Nancy, il se prononça contre l'admission des soldats révoltés du Régiment de Châteauvieux aux honneurs de la séance (9 avril 1792), et s'opposa à la mise en accusation de La Fayette le 8 août 1792. 
Après la session, il occupa les fonctions de juge de paix à Morestel, de conseiller de l'arrondissement de La Tour-du-Pin et de conseiller général du département de l'Isère de 1800 à 1825. 
Il est le père de Jean-Claude-Luc Michoud, président de la cour d'assises de la Drôme et député sous la Restauration.